# تارگانت
تارگانت (به فرانسوی: Targante) یک منطقهٔ مسکونی در مراکش است که در استان صویره واقع شده‌است. تارگانت  ۷٬۸۷۰ نفر جمعیت دارد.